# Bendon (Michigan)
Bendon é uma área não incorporada e região censitária no Condado de Benzie, no Estado americano de Michigan. A população era de 208 no censo de 2010. Bendon está localizado dentro de Inland.

## Geografia
Bendon está localizado na parte oriental de Inland, no leste do Condado de Benzie. A fronteira oriental de Bendon é a linha do Condado de Grand Traverse. O centro da comunidade fica no cruzamento das ruas Bendon e Cinder.
De acordo com o Departamento do Censo dos Estados Unidos, Bendon tem uma área total de 5,2 quilômetros quadrados.